# Selva (comarca)
La Selva è una delle 41 comarche della Catalogna, con una popolazione di 144 420 abitanti; suo capoluogo è Santa Coloma de Farners.
Amministrativamente fa parte della provincia di Girona, che comprende 8 comarche. Unica eccezione è il comune di Fogars de la Selva, che pur facendo parte della comarca in questione è incluso nella provincia di Barcellona.

## Municipi
| Municipi                      | Abitanti (2006) |
| ----------------------------- | --------------- |
| Amer                          | 2.258           |
| Anglès                        | 5.211           |
| Arbúcies                      | 6.232           |
| Blanes                        | 37.819          |
| Breda                         | 3.685           |
| Brunyola                      | 362             |
| Caldes de Malavella           | 5.674           |
| La Cellera de Ter             | 2.096           |
| Fogars de la Selva            | 1.338           |
| Hostalric                     | 3.619           |
| Lloret de Mar                 | 32.728          |
| Massanes                      | 660             |
| Maçanet de la Selva           | 5.712           |
| Osor                          | 390             |
| Riells i Viabrea              | 3.238           |
| Riudarenes                    | 1.761           |
| Riudellots de la Selva        | 1.849           |
| Sant Feliu de Buixalleu       | 756             |
| Sant Hilari Sacalm            | 5.385           |
| Sant Julià del Llor i Bonmatí | 1.093           |
| Santa Coloma de Farners       | 10.565          |
| Sils                          | 4.126           |
| Susqueda                      | 112             |
| Tossa de Mar                  | 5.414           |
| Vidreres                      | 6.676           |
| Vilobí d'Onyar                | 2.718           |